# Eparchia di Daugavpils

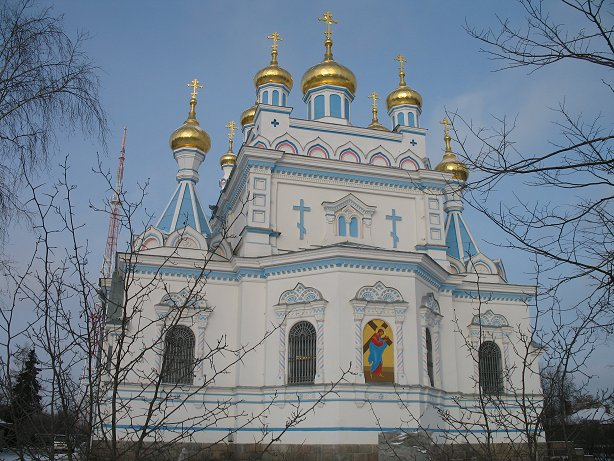
Cattedrale dei Santi Boris e Gleb

L'eparchia di Daugavpils o anche eparchia di Daugavpils e Rēzekne (in lettone: Daugavpils un Rēzeknes eparhija, in russo: Даугавпилсская епархия) è stata eretta nel 2013 per decisione del Sinodo della chiesa ortodossa russa. Ha sede nella città di Daugavpils, in Lettonia, presso la cattedrale dei Santi Boris e Gleb. Il suo territorio comprende la regione orientale della Lettonia.

## Storia
Il 12 febbraio 2013 il Sinodo della chiesa ortodossa lettone, nella riunione presieduta dal metropolita di Riga e tutta la Lettonia Alexander, ha deciso la conversione del vicariato di Daugavpils in diocesi indipendente.
Il 12 marzo 2013, per decisione del Santo Sinodo della chiesa ortodossa russa, è stata fondata ufficialmente l'eparchia di Daugavpils, in seguito alla scissione dall'eparchia di Riga nella parte orientale della Lettonia, corrispondente ai distretti di Daugavpils, Balvi, Gulbene, Jēkabpils, Krāslava, Līvāni, Ludza, Madona, Preiļi, Rēzekne.